# USS Enterprise (NCC-1701-D)
La USS Enterprise (NCC-1701-D) (o simplement Enterprise-D, per distingir-la d'altres Enterprise) és una nau estel·lar de l'univers fictici de Star Trek. Sota el comandament del capità Jean-Luc Picard, és el principal escenari de la sèrie Star Trek: La nova generació i la pel·lícula Star Trek VII: Generations. L'Enterprise-D és la cinquena nau amb el nom d'Enterprise dins de les sèries, i és la nau insígnia de la Federació Unida de Planetes en el moment de la seva creació. L'Enterprise-D també apareix en l'episodi pilot de Star Trek: Deep Space Nine ("Emissary") i als dos episodis finals de la temporada 3 d'Star Trek: Picard. La nau és destruïda a la pel·lícula Star Trek VII: Generations quan s'estavella al planeta Veridian III.
"La Nova Generació" té lloc al segle XXIV, començant 94 anys després de les aventures de la Star Trek original (1966–1969). L'«Enterprise»-D d'Andrew Probert actualitza el disseny icònic de l'[USS Enterprise (NCC-1701)|l'«Enterprise» dels anys 60]] de Matt Jefferies, representant una nau que dóna suport a una tripulació més gran en una missió més llarga «per anar amb valentia On no ha anat mai cap home».

## Desenvolupament i producció

### Concepte
Paramount Television Group i el creador de Star Trek Gene Roddenberry an anunciar el desenvolupament d'una nova sèrie de Star Trek a l'octubre de 1986. Com que l'Enterprise havia estat "tan important per a [la Star Trek original] com Kirk, Spock i McCoy", la nova nau era fonamental.
Mentre que el capità Kirk dirigia una missió de cinc anys, la nova tripulació estaria equipada per a una missió d'almenys 10 anys. Per mantenir aquest viatge, la nova nau seria el doble de llarga, vuit vegades més voluminosa, per incloure les famílies de la tripulació. Roddenberry també volia que la nau representés una millora de la qualitat de vida per a la seva tripulació: seria més brillant, menys militarista i tindria interfícies més elegants i refinades que l'"Enterprise" original. Volia que l'"Enterprise" transmetés una harmonia entre la ciència i la qualitat de vida.
El registre de l'"Enterprise" era originalment "NCC-1701-7". El 7 es va convertir en una G per ser coherent amb el nou USS Enterprise, amb matrícula NCC-1701-A, al final de Star Trek 4: Missió salvar la Terra (1986). Una revisió del manual d'escriptors de La nova generació del febrer de 1987 especificava l'Enterprise de la sèrie com la NCC-1701-D, amb una tripulació de 907 persones i les seves famílies; al març, la tripulació era de 1.012 persones i especificava que la sèrie tingués lloc 94 anys després de l'"Star Trek" original.

### Disseny

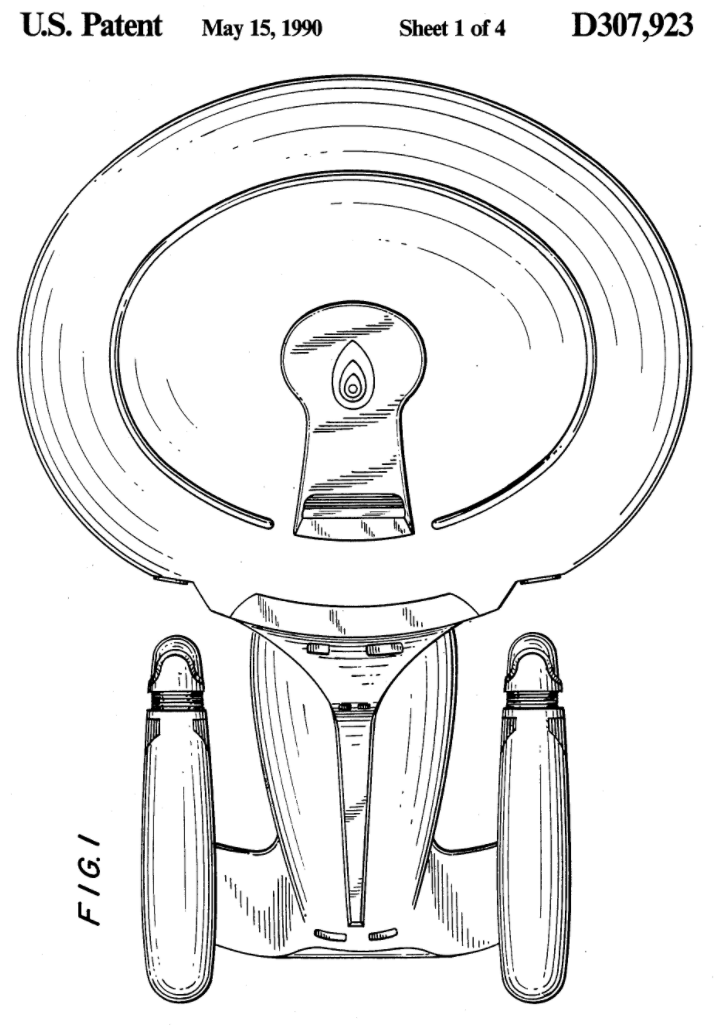
Andrew Probert va presentar aquest art a l'Oficina de Patents i Marques dels Estats Units per a una "nau espacial de joguina" a semblança de lEnterprise. La il·lustració mostra la part superior de la nau. La patent es va concedir el 1990.

Els artistes Andrew Probert, Rick Sternbach i Michael Okuda van ser dels primers contractats de "La nova generació", i havien treballat en pel·lícules de "Star Trek". Probert, un artista conceptual, es va centrar primer en el pont perquè seria un lloc de rodatge freqüent. Roddenberry va preveure el pont com si tingués un pantalla de visió frontal quatre vegades més gran que a "Star Trek", i que hi hagués una taula de conferències al pont. A mesura que el disseny de producció continuava, la taula es va traslladar a una sala de conferències adjacent al pont i es va formar un disseny de pont obert. Probert va dissenyar un transportador per estar a prop del pont, però Roddenberry preferia que estigués més lluny perquè els personatges poguessin tenir converses de camí a la sala del transportador.
Sabent que el pont hauria de coincidir amb el disseny exterior, Probert va plantejar una pintura "què passaria si...?" que havia fet poc després de finalitzar el redisseny de l'"Enterprise" per a la pel·lícula de 1979 "Star Trek: La pel·lícula" com a referent. Sense que Probert ho sabés, l'editor de guions David Gerrold va portar la imatge a una reunió de productors. Als productors els va agradar el disseny i van ordenar a Probert que la convertís en la base de la nova nau. Les línies més elegants i els contorns arrodonits que van influir en el disseny interior també van influir en l'exterior. Les nombroses finestres de la nau estan pensades per permetre a la tripulació estar en contacte amb el seu entorn.
La nova «Enterprise» conserva els trets distintius del disseny de Matt Jefferies per a l'«Enterprise» original: una secció de plat, una secció d'enginyeria i un parell de navetes del motor. Probert va fer això en part per calmar els fans escèptics que estaven preocupats per la "substitució" de l'«Enterprise» original. El disseny, en canvi, va canviar la col·locació i la proporció: per exemple, la secció del plat es va ampliar i les navetes de curvatura es van desplaçar cap avall. Inclinar els pilons de suport de la naveta cap endavant transmetia una sensació de moviment intens cap endavant. El número de juliol de 1987 de «Starlog» incloïa les primeres representacions públiques de la nau.
El disseny de Probert no incloïa originalment la possibilitat que les seccions del plat i d'enginyeria se separessin, i els productors van rebutjar els seus conceptes inicials per incorporar-ho. Probert va dir que el seu major repte de disseny era crear una nau que tingués tan bon aspecte en dues peces com en una sola. Havia volgut afegir tren d'aterratge a la part inferior del plat com havia fet amb la franquícia cinematogràfica "Enterprise", però es va "distreure" i mai els va afegir.

### Escenaris

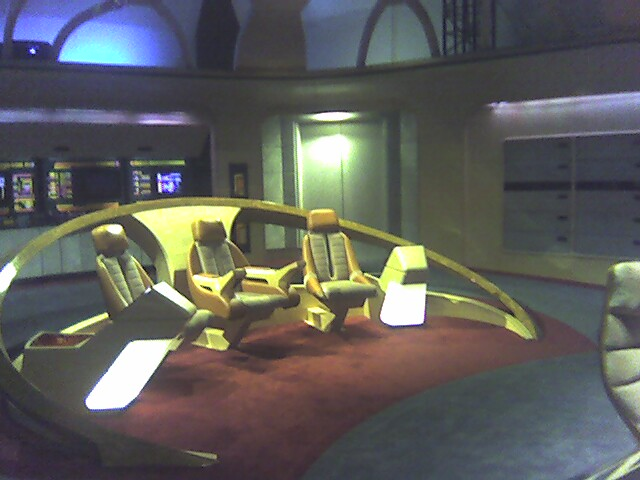
El pont principal va ser una rèplica per a Star Trek: The Exhibition. El pont de La nova generació era tan ample i només dos peus més profund que el pont de la sèrie original.

A l'octubre de 1986, els productors van començar a planificar els decorats de la sèrie, incloent-hi esforços per reutilitzar accessoris i materials de la franquícia cinematogràfica. L'enginyeria de les pel·lícules, la infermeria, el passadís, els allotjaments de l'equip i el pont es van reformar per a «La nova generació». Per estalviar diners a la primera temporada, les finestres de la sala d'observació es van cobrir amb catifa per convertir-se en la infermeria; es va crear un nou set de saló per a la segona temporada. Es va construir des de zero un set multiusos que servia com a bodega de càrrega, dipòsit de llançadores, holocoberta i gimnàs. Tot i que el pont "sembla immens", el set tenia la mateixa amplada de 12 metres que el pont de la sèrie original i era 0,61 metres més llarg. Després de la primera temporada, es va crear un decorat de sala d'estar en un espai no utilitzat d’estudi de so: els productors es van adonar que els seus decorats existents eren espais de treball i volien una zona per representar la tripulació en repòs.
L'equip de producció va fer tot el possible "dins del raonable" tant per recrear els decorats de la primera temporada com per imaginar millores futuristes per al final de la sèrie, "Totes les coses bones..." (1994), que presenta la nau en tres períodes de temps diferents. Alguns accessoris i detalls, com ara els models de la nau espacial de la sala de conferències de la primera temporada, s'havien guardat i es van reutilitzar per a les escenes de salts enrere. Els decorats per a les futures escenes van reutilitzar accessoris d'altres episodis que postulen l'aparició de l'"Enterprise" en un futur més enllà.

### Models de rodatge i efectes visuals
Els productors eren conscients que el públic s'havia acostumat a la qualitat cinematogràfica dels models i els efectes de les pel·lícules de la franquícia. Van considerar utilitzar només models i efectes CGI, però l'ansietat sobre si el proveïdor podia oferir un treball d'alta qualitat de manera consistent va portar al rebuig d'aquesta idea. Els productors van recórrer a Industrial Light & Magic (ILM), que havia treballat a les pel·lícules de "Star Trek", per al pilot "Trobada a Farpoint".
El març de 1987, un equip d'ILM liderat per Greg Jein i Ease Owyeung va començar a construir miniatures de rodatge basades en els dissenys de Probert. Van crear dos models per 75.000 dòlars (equivalent a 208.000 dòlars el 2024); un model de 0,61 metres i un altre model de 1,8 metres que se separava en les seccions de plat i enginyeria. Els models estaven fets de fibra de vidre i resina fosa sobre marcs d'alumini, i les llums de neó i les bombetes incandescents proporcionaven la il·luminació interior dels models. ILM va crear diverses imatges i efectes de metratge d'arxiu, inclòs el salt de  curvatura de l'«Enterprise». El salt de curvatura va aparèixer a la seqüència d'obertura del programa, però la majoria dels altres plans eren massa estàtics i «no funcionaven». Es van crear nous plans d'"Enterprise" segons calgués per a cada episodi, i el supervisor d'efectes Robert Legato tenia més de 350 plans d'aquest tipus a la seva biblioteca per a la setena temporada. A Legato no li agradava filmar el model d'1,80 m: la seva mida feia difícil rodar per a plans generals, i la seva manca de detalls superficials, alguns dels quals es van dibuixar amb llapis, la feia difícil d'utilitzar en primer pla.  Jein va supervisar la construcció d'una miniatura d’1,2 metres per a la tercera temporada que era més detallada que les dues primeres.

### Transició a la pel·lícula
El dissenyador de producció Herman Zimmerman va tenir més llibertat per a Star Trek: Generations (1994) que en les pel·lícules anteriors de Star Trek. Els productors volien assegurar-se que Generations es mantingués fidel a la sèrie de televisió, tot aprofitant l'abast i el pressupost de la producció cinematogràfica. Els interiors es van tornar a il·luminar i van rebre diversos canvis estètics, com ara consoles redissenyades, detalls metàl·lics i la substitució de pantalles retroil·luminades per monitors. Alguns canvis, com ara detalls millorats i un sostre de pont redissenyat, van ser necessaris per la major resolució de les càmeres de pel·lícula. L'augment del pressupost va permetre la creació de nous decorats sofisticats, com ara el laboratori de cartografia estel·lar.
John Knoll va dirigir els efectes visuals d'ILM per a la pel·lícula, inclòs un efecte de salt de deformació totalment CGI per a la Enterprise. ILM va recablejar i actualitzar el seu model "Enterprise" de dos metres per a la seqüència de separació del plat. ILM va fer un model de secció de plat de 3,7 metres per "xocar" contra un model de superfície planetaria de 24 metres. Es va utilitzar un model de 46 centímetres de la vora davantera del plat per a primers plans de la nau estavellada.

### Retorn aStar Trek: Picard
Malgrat la resistència deguda al pressupost i al temps, el productor executiu de Star Trek: Picard Terry Matalas va insistir que l'"Enterprise" aparegués a la tercera temporada de la sèrie (2023): va dir que no podrien "tenir una reunió de Star Trek: La nova generació sense […] l'"Enterprise". No hi havia gaire informació de construcció disponible perquè el dissenyador de producció Dave Blass i la directora d'art Liz Kloczkowski recreessin el decorat del pont, i van crear un mur de fotos del decorat i captures de pantalla com a referència. Blass va contractar Denise i Michael Okuda, de l'equip de producció de La nova generació, per ajudar. La construcció del decorat del pont va durar tres mesos i va involucrar aproximadament 50 persones. El gran arc de fusta al mig del pont va ser la part més difícil de la construcció, però refer les cadires i recrear la catifa també va ser un repte. Els canvis en les càmeres i la cinematografia van requerir un nou enfocament per a la il·luminació del decorat.

## Representació

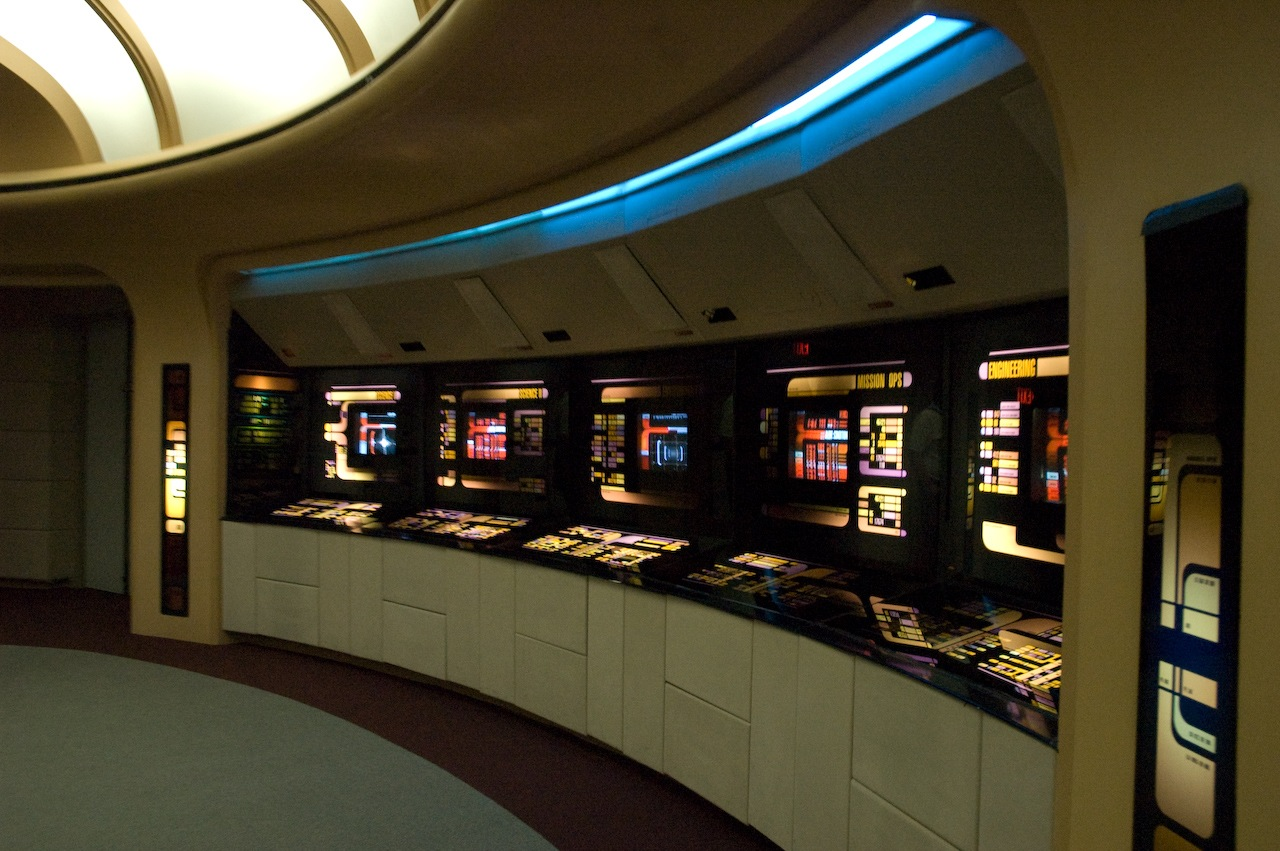
Estacions del pont vistes a Star Trek Experience al Las Vegas Hilton

LEnterprise és en si mateixa una protagonista a La nova generació. La veu en off inicial de cada episodi, que afirma que "aquests són els viatges de la nau estel·lar Enterprise", emmarca la narrativa com a pertanyent a la nau en lloc de la tripulació. Jonathan Frakes, que va interpretar el primer oficial William Riker, va dir: "Quan negociem els nostres contractes, la línia de l'empresa de Paramount és que la nau és, de fet, l'estrella de l'espectacle!"
La Flota Estel·lar encarrega l'USS Enterprise de classe Galaxy l'any 2363 sota el comandament del capità Jean-Luc Picard. La nau insígnia de la Federació Unida de Planetes, té la missió d'"anar amb valentia on ningú ha anat abans". La tripulació explora la galàxia i fa un primer contacte amb diverses espècies noves, incloent-hi el Continu Q i els Borg. Un parell d'episodis de dues parts representen un canvi de comandament: a William Riker a "El bo i millor d'ambdós mons" i a Edward Jellico a "Cadena de comandament", però el lideratge torna a Picard al final d'ambdós arcs.
L'any 2371, tal com es mostra a "Star Trek Generations", les germanes Duras ataquen i danyen greument l'"Enterprise". Una fuita de refrigerant del motor de curvatura provoca una explosió que destrueix la secció del motor estel·lar. La secció del plat s'estavella a la superfície del Veridian III. Els dos últims episodis de la tercera temporada de "Star Trek: Picard" (2023) revelen que la secció del plat es va recuperar posteriorment del Veridian III, després de la qual cosa Geordi La Forge va passar vint anys restaurant la nau com a part del seu paper com a conservador del Museu de la Flota Estel·lar. La Forge va utilitzar peces d'una altra nau de classe "Galaxy" per reconstruir l'"Enterprise". L'antiga «Enterprise» és l'única nau de la Federació que no està lligada a la unitat central compromesa pels Borg de la Flota Estel·lar. Picard i la seva tripulació utilitzen la nau per derrotar els Borg que amenacen la Terra. El final de la sèrie mostra que l'«Enterprise» s'ha convertit en part del Museu de la Flota Estel·lar.

## Reacció crítica
«io9» va classificar l'«Enterprise»-D com la cinquena millor versió de les «Enterprise» de la franquícia, amb «Popular Mechanics» qualificant-la com la tercera millor i SyFy classificant-la com la segona millor. Space.com va dir que la breu aparició de lEnterprise és el punt culminant de l'escena inicial del primer episodi de Star Trek: Picard (2020). Vulture va descriure el retorn de l'Enterprise a la tercera temporada de Picard  com a "perfecte", i Collider va comparar la reunió de la tripulació al pont amb "un somni febril".

## Impacte cultural
L'octubre de 2006, la maqueta Enterprise de dos metres es va subhastar a Christie's, juntament amb altres maquetes, accessoris, vestuari i peces de la franquícia Star Trek. El seu valor projectat era d'entre 25.000 i 35.000 dòlars, però el preu de venda final va ser de 576.000 dòlars, l'article més car de la subhasta.
La veu per ordinador i el sistema de conversa a bord de la Nau estel·lar Enterprise en sèries de televisió i pel·lícules de ciència-ficció, començant per Star Trek: La sèrie original i Star Trek: La nova generació, van inspirar l'assistent virtual Alexa.